# Saint-Bon
Saint-Bon é uma comuna francesa na região administrativa do Grande Leste, no departamento de Marne. Estende-se por uma área de 8 km², e possui 109 habitantes, segundo o censo de 2018, com uma densidade de 14 hab/km².